# Spontan ordning
Spontan ordning är den ordningen som utvecklas från vad som ser ut att vara kaos, genom individer som samarbetar eller agerar i självintresse, utan att medvetet försöka skapa ordning. Livets evolution, språk och marknadsekonomier har lagts fram som exempel på utveckling genom spontan ordning. 

## Historik
Enligt Murray Rothbard var Zhuang Zi (369 f.Kr. - 286 f.Kr.) den första som formulerade idén om spontan ordning, före Pierre-Joseph Proudhon och Friedrich Hayek. Den daoistiska Zhuang Zi sa, "God ordning uppstår spontant när saker lämnas ifred". Proudhon uppfattning var att frihet är en förutsättning för att spontan ordning ska uppstå, snarare än att frihet är resultatet av spontan ordning. Därav hans formulering, frihet "är inte dottern, men modern till ordning."
Tänkarna inom Den skotska upplysningen var de första som utförligt utvecklade och undersökte idén om marknaden som en spontan ordning ("resultatet av mänsklig handling, inte av mänsklig design", som  Adam Ferguson formulerade det).

## Exempel

### Den fria marknaden
Friedrich von Hayek hävdade att en fri marknad baserad på spontan ordning är "en mer effektiv allokering av samhällets resurser än vad något designat system kan uppnå." Han utforskade ämnet samt den spontana ordningen av utspridd information i artikeln The Use of Knowledge in Society från 1945. Adam Smith kallade konceptet med självintresserade individer som tillsammans skapar kollektiv nytta "den osynliga handen", en term han myntade i Nationernas välstånd.
Karl Marx och Friedrich Engels hävdade i Kommunistiska partiets manifest från 1848 att kapitalistklassen ("bourgeoisin") genom århundraden hade brutit ner tidigare samhällsförhållanden överallt där den självorganiserat sig och slutligen, när den samlat kraft att utveckla sitt eget samhällssystem som spontan ordning på alla samhällslivets områden, fortfor att permanent revolutionera samhällsförhållandena och för första gången i historien visade "vad mänsklig verksamhet kan åstadkomma". I Kapitalet vidareutvecklade Marx analysen av denna självförstärkande spontana ordning och förutsade också den fria marknadens kris och sammanbrott, på grund av tendensen hos kapitalets organiska sammansättning att växa snabbare än den "kapitalistiska utsugningen", dvs. "profitkvotens fallande tendens". I förutsägelsen ingick även att arbetarklassen ("proletariatet") på grundval av sitt kollektiva egenintresse, vilket enligt analysen sammanföll med mänsklighetens, skulle drivas att upphäva all borgerlig privategendom och upprätta en klasslös spontan ordning, "en sammanslutning, vari envars fria utveckling är förutsättningen för allas fria utveckling". Den senare förutsägelsen användes under 1900-talet för att rättfärdiga en riktning i rakt motsatta banor: "kommunism" blev liktydigt med statlig privategendom under inåtvänt byråkratiskt toppstyre, autarki, som spontant underminerades av en svart marknad.

### Språk
Det har hävdats att språk, eller i alla fall förändringar i språk, är ett fenomen grundat på emergens. Medan en talare endast försöker nå sitt eget mål, används språket på ett visst sätt. Om tillräckligt många talare beter sig på samma sätt så ändras språket (Keller 1994). I bredare mening kan språkets normer ses som ett emergent system som formas på lång tid av talarnas kommunikativa problemlösning. (Määttä 2000)